# Pelym, Ivdel, Sverdlovsk oblast
Pelym (ryska Пелым) är en ort i närheten av Ivdel i Sverdlovsk oblast i Ryssland. Folkmängden uppgår till cirka 3 000 invånare.
Pelym grundades 1962 och fick sitt namn från den mycket äldre bosättningen Pelym i Garidistriktet.